# Charles de Montmorency, duc de Damville

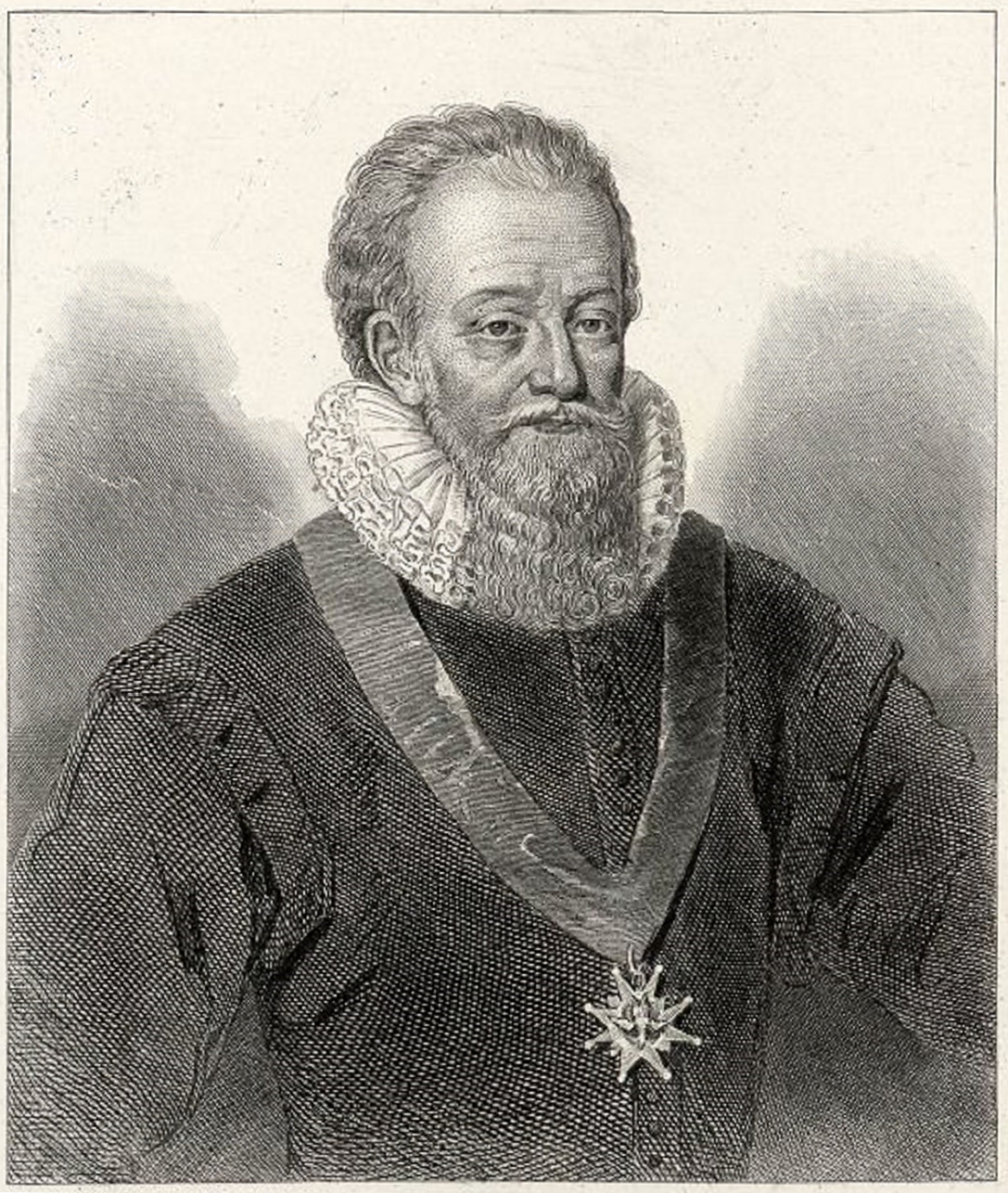
Porträt Charles’ de Montmorency nach einer Zeichnung von Leopold Massard

Charles de Montmorency (* September 1537 in Paris; † 1612), auch Amiral de Montmorency genannt, war Herzog von Damville und Pair von Frankreich. Aus dem Haus Montmorency stammend, bekleidete er unter den französischen Königen Heinrich IV. und Ludwig XIII. von 1596 bis zu seinem Tod das Amt des Admirals von Frankreich und der Bretagne.
Der französische Forschungsreisende Samuel de Champlain nannte den 83 Meter hohen Montmorency-Fall (französisch: Chute Montmorency) in der Nähe der kanadischen Stadt Québec nach ihm.

## Familie
Charles kam im September 1537 in Paris als sechstes Kind und damit drittgeborener Sohn des Connétables von Frankreich, Anne de Montmorency, und seiner Frau Madeleine de Savoie zur Welt. Er trug zuerst den Titel eines Seigneurs von Méru, nannte sich aber nach dem Tod seines älteren Bruders François ab 1579 Baron von Damville.
1571 heiratete er Renée de Cossé († 1622), die älteste Tochter und Erbin des Marschalls von Frankreich, Artus de Cossé, Graf von Secondigny. Sie brachte eine Mitgift von 30.000 Livres mit in die Ehe. Die Heirat war von seinem Vater bereits 1567 einmal in Betracht gezogen worden, doch nach dem Tod Annes de Montmorency wurde 1568 auch die Verbindung mit einer Nichte des Kardinals von Lorraine diskutiert, um die Verbundenheit der Montmorencys mit der katholischen Sache zu demonstrieren. Nach 29-jähriger Ehe kam im Jahr 1600 ein gemeinsamer Sohn zur Welt, der jedoch schon kurz nach der Geburt starb.

## Leben
Charles schlug, wie viele Mitglieder seiner Familie, eine militärische Laufbahn ein und kämpfte während der französischen Hugenottenkriege auf der Seite der Katholiken. Am 10. August 1557jul. nahm er an der Schlacht bei Saint-Quentin teil und wurde dabei gefangen genommen. In der Schlacht bei Dreux im Jahr 1562 ist seine Beteiligung für den 19. Dezember verbürgt. Zuvor hatte ihn König Karl IX. am 19. März 1562 zum stellvertretenden Militärgouverneur von Paris und der Île-de-France ernannt. Er vertrat damit seinen älteren Bruder François während dessen häufiger Abwesenheit. Das Amt bekleidete Charles de Montmorency bis zum Januar 1564.
Als Mitglied der Schweizer Truppen, die im Dienst des französischen Königshauses standen, war er am 10. November 1567 an der Schlacht bei Saint-Denis beteiligt und stand dieser Einheit ab dem 20. Januar 1568 als deren Colonel général (französisch: colonel-général des Suisses) vor. Unter seinem Kommando kämpften die Schweizer am 3. Oktober 1569 in der Schlacht bei Montcour. Anschließend handelte er nach sechs Wochen der Belagerung von Saint-Jean-d’Angély die Übergabe der Stadt  aus, die sich am 2. Dezember des gleichen Jahres ergab. Anlässlich seiner Ernennung zum Colonel général der Schweizer und Graubündner Truppen (französisch: colonel-général des Suisses et des Grisons) am 17. Juni 1571 erfolgte auch seiner Erhebung zum Baron von Méru.
Nachdem Charles 1573 an der Belagerung von La Rochelle teilgenommen hatte, unterstützte er den neuen französischen König Heinrich III. nach dem Journée des barricades am 12. Mai 1588. Auch dessen Nachfolger Heinrich IV. war er treu ergeben. Nachdem er im September 1589 unter ihm in der Schlacht von Arques gekämpft hatte, nahm er für ihn am 24. Mai 1592 auch am Gefecht bei Craon teil. Als Dank für seine Dienste ernannte ihn Heinrich IV. am 21. Januar 1596 als Nachfolger von André-Baptiste de Brancas, seigneur de Villars, zum Admiral von Frankreich und der Bretagne. Noch im gleichen Jahr gab Charles die Führung der Schweizer Truppen auf.
Nachdem Charles am 5. Januar 1597 als Ritter in den Orden vom Heiligen Geist aufgenommen worden war, erhob Heinrichs Sohn und Nachfolger auf dem französischen Thron, Ludwig XIII., die Seigneurie Damville zum Herzogtum mit Pairschaft (französisch: duché-pairie). Dies geschah im September 1610 in Anerkennung der langjährigen Treue Montmorencys gegenüber dem Königshaus zugunsten Charles’ und seines Neffen Henri II., den sein Onkel als Universalerben eingesetzt hatte.